# Chemins de Fer du Nord
A Chemins de fer du Nord (franciául: Compagnie des chemins de fer du Nord vagy CF du Nord), gyakran egyszerűen csak Nord társaságként emlegetik, 1845 szeptemberében Párizsban alapított vasúti közlekedési vállalat volt. Tulajdonosai voltak többek között a francia de Rothschild Frères, a londoni N M Rothschild & Sons, Charles Laffitte és Edward Blount, valamint Jean-Henri Hottinguer báró. 1868-ban bekövetkezett haláláig James de Rothschild báró volt a vállalat elnöke a megalakulástól kezdve.

## Története
Egy 1845. szeptember 10-én kelt királyi rendelet a CF du Nordnak koncessziót adott a Párizstól Valenciennes-ig és Lille-ig tartó vasútvonal építésére, amelyhez Dunkerque és Calais, valamint a Creil-től Saint-Quentin-ig és Fampoux-tól Hazebrouck-ig tartó vonalak kapcsolódtak. A társaság által Párizsban épített Gare du Nord pályaudvarról a Párizs-Lille-vasútvonal észak felé, Belgium felé vezetett, és 1846-ban csatlakozott Amiens, Douai és Lille felé, Douai-ból pedig Valenciennes-be vezetett egy mellékvonal. 1842-ben Lille és Valenciennes már csatlakozott a belga vasúthálózathoz. 1842-ben az új vonal lehetővé tette, hogy vonattal lehessen utazni Párizsból Brüsszelbe és tovább.
A hálózatot a következő években gyorsan bővítették:

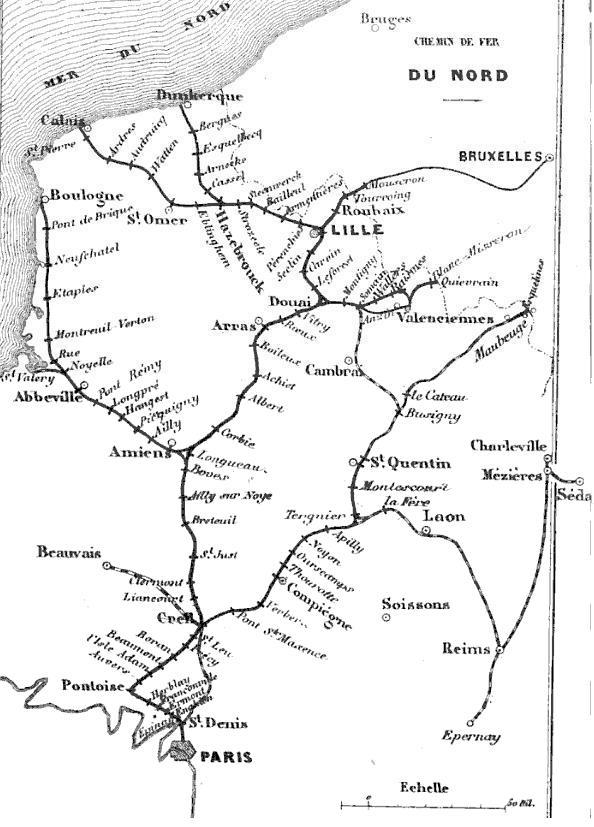
A hálózat 1853-ban

| Vasútvonal                           | Megnyitás éve |
| ------------------------------------ | ------------- |
| Párizs–Lille-vasútvonal              | 1846–1859     |
| Douai–Valenciennes-vasútvonal        | 1846          |
| Longueau–Boulogne-vasútvonal         | 1847–1848     |
| Creil–Jeumont-vasútvonal             | 1847–1855     |
| Lille–Fontinettes-vasútvonal         | 1848–1849     |
| Arras–Dunkirk-vasútvonal             | 1848–1862     |
| Amiens–Laon-vasútvonal               | 1857–1867     |
| Creil–Beauvais-vasútvonal            | 1857          |
| Hautmont–Mons-vasútvonal             | 1858          |
| Chemin de Fer de la Somme            | 1858          |
| Busigny–Somain-vasútvonal            | 1858          |
| Párizs–Hirson-vasútvonal             | 1860–1871     |
| Lens–Ostricourt-vasútvonal           | 1860          |
| Chantilly–Crépy-en-Valois-vasútvonal | 1862–1870     |
| Lille–Tournai-vasútvonal             | 1865          |
| Boulogne–Calais-vasútvonal           | 1867          |
| Rouen–Amiens-vasútvonal              | 1867          |

## Verseny
A CF du Nord terjeszkedési lehetőségeit más társaságok korlátozták: a Chemins de fer de l’Ouest délnyugaton, a Chemins de fer de l’Est pedig keleten. Azzal, hogy 1860 és 1871 között megnyitotta a Párizsból Soissons-on és Laon-on keresztül Hirsonba vezető vonalat, a CF du Nord megvédte keleti határát a CF de l'Est terjeszkedésével szemben. A CF de l'Est elődjének, a Chemins de fer des Ardennes-nek a tulajdonában lévő, Creil és Beauvais közötti vonal koncesszióját 1855-ben elcserélték a Nord koncessziójára a Laon-Reims vonalra.
1937-ben a CF du Nord-ot a többi fő vasúttársasághoz hasonlóan államosították, és a Société nationale des chemins de fer français (SNCF) részévé vált.

## Tevékenység
1926-ban a CF du Nord a brit Southern Railway-vel közösen rendszeres személyszállító luxusvonatot indított Golden Arrow/Fleche d'Or néven Londonból Párizsba. Négy konténert használtak az utasok poggyászának szállítására. Ezeket a konténereket Londonban vagy Párizsban rakodták be, és a doveri vagy calais-i kikötőkbe szállították, az Egyesült Királyságban pőrekocsikra, Franciaországban pedig a "CIWL Pullman Golden Arrow Fourgon of CIWL" kocsikra helyezték.

## A művészetekben
1855-ben Rothschild báró megbízta Edouard Baldus fényképészt, hogy készítsen egy fotósorozatot a Boulogne-sur-Mer és Párizs közötti vasútvonal különböző nevezetességeiről. A fényképekből egy albumot készítettek Viktória királynő és Albert herceg számára, az abban az évben tett franciaországi látogatásuk emlékére. Az album a Windsori kastélyban található Királyi Levéltár fotógyűjteményében tekinthető meg.